# 1976-os Ázsia-kupa
Az 1976-os Ázsia-kupa volt a hatodik kontinentális labdarúgótorna az Ázsia-kupa történetében. A zárókört Iránban rendezték 1976. június 3. és 13. között. A kupát Irán válogatottja nyerte meg, miután 1 - 0 arányban legyőzte Kuvaitot a döntőben.

## Résztvevők
| - Irán (rendező és címvédő) - Kína - Irak - Kuvait - Malajzia | - Dél-Jemen - Észak-Korea (visszalépett) - Szaúd-Arábia (visszalépett) - Thaiföld (visszalépett) |

## Selejtező torna

### 1. csoport
- Bahrein, Libanon, Szíria és Pakisztán visszaléptek.

| Csapat    | J | Gy | D | V | Rg | Kg | Gk | P |
| --------- | - | -- | - | - | -- | -- | -- | - |
| Kuvait    | 0 | 0  | 0 | 0 | 0  | 0  | 0  | 0 |
| Dél-Jemen | 0 | 0  | 0 | 0 | 0  | 0  | 0  | 0 |
| Bahrein   | 0 | 0  | 0 | 0 | 0  | 0  | 0  | 0 |
| Libanon   | 0 | 0  | 0 | 0 | 0  | 0  | 0  | 0 |
| Pakisztán | 0 | 0  | 0 | 0 | 0  | 0  | 0  | 0 |
| Szíria    | 0 | 0  | 0 | 0 | 0  | 0  | 0  | 0 |

### 2. csoport
| Csapat       | J | Gy | D | V | Rg | Kg | Gk  | P  |
| ------------ | - | -- | - | - | -- | -- | --- | -- |
| Irak         | 6 | 5  | 1 | 0 | 14 | 3  | +11 | 11 |
| Szaúd-Arábia | 6 | 3  | 1 | 2 | 12 | 5  | +7  | 7  |
| Katar        | 6 | 2  | 1 | 3 | 3  | 5  | –2  | 5  |
| Afganisztán  | 6 | 0  | 1 | 5 | 3  | 18 | –15 | 1  |

| 1975. április 2. |

| Irak | 1–0 | Katar |
| ---- | --- | ----- |
|      |     |       |

| Bagdad |

| 1975. április 2. |

| Szaúd-Arábia | 2–0 | Afganisztán |
| ------------ | --- | ----------- |
|              |     |             |

| Bagdad |

| 1975. április 4. |

| Irak | 4–0 | Afganisztán |
| ---- | --- | ----------- |
|      |     |             |

| Bagdad |

| 1975. április 4. |

| Szaúd-Arábia | 2–1 | Katar |
| ------------ | --- | ----- |
|              |     |       |

| Bagdad |

| 1975. április 6. |

| Irak | 1–1 | Szaúd-Arábia |
| ---- | --- | ------------ |
|      |     |              |

| Bagdad |

| 1975. április 6. |

| Katar | 2–1 | Afganisztán |
| ----- | --- | ----------- |
|       |     |             |

| Bagdad |

| 1975. április 10. |

| Irak | 3–0 | Katar |
| ---- | --- | ----- |
|      |     |       |

| Bagdad |

| 1975. április 10. |

| Szaúd-Arábia | 6–0 | Afganisztán |
| ------------ | --- | ----------- |
|              |     |             |

| Bagdad |

| 1975. április 12. |

| Irak | 2–1 | Szaúd-Arábia |
| ---- | --- | ------------ |
|      |     |              |

| Bagdad |

| 1975. április 12. |

| Katar | 1–1 | Afganisztán |
| ----- | --- | ----------- |
|       |     |             |

| Bagdad |

| 1975. április 14. |

| Irak | 3–1 | Afganisztán |
| ---- | --- | ----------- |
|      |     |             |

| Bagdad |

| 1975. április 14. |

| Szaúd-Arábia | 0–1 | Katar |
| ------------ | --- | ----- |
|              |     |       |

| Bagdad |

### 3. csoport
| Csapat      | J | Gy | D | V | Rg | Kg | Gk | P |
| ----------- | - | -- | - | - | -- | -- | -- | - |
| Malajzia    | 4 | 3  | 1 | 0 | 6  | 1  | +5 | 7 |
| Thaiföld    | 4 | 3  | 0 | 1 | 8  | 2  | +6 | 6 |
| Dél-Korea   | 4 | 2  | 0 | 2 | 3  | 3  | 0  | 4 |
| Indonézia   | 4 | 1  | 1 | 2 | 3  | 5  | –2 | 3 |
| Dél-Vietnám | 4 | 0  | 0 | 4 | 1  | 10 | –9 | 0 |

| 1975. március 16. |

| Thaiföld | 3–1 | Indonézia |
| -------- | --- | --------- |
|          |     |           |

| Bangkok |

| 1975. március 16. |

| Malajzia | 2–1 | Dél-Korea |
| -------- | --- | --------- |
|          |     |           |

| Bangkok |

| 1975. március 17. |

| Indonézia | 2–1 | Dél-Vietnám |
| --------- | --- | ----------- |
|           |     |             |

| Bangkok |

| 1975. március 18. |

| Thaiföld | 0–1 | Malajzia |
| -------- | --- | -------- |
|          |     |          |

| Bangkok |

| 1975. március 19. |

| Dél-Korea | 1–0 | Dél-Vietnám |
| --------- | --- | ----------- |
|           |     |             |

| Bangkok |

| 1975. március 20. |

| Malajzia | 0–0 | Indonézia |
| -------- | --- | --------- |
|          |     |           |

| Bangkok |

| 1975. március 21. |

| Thaiföld | 4–0 | Dél-Vietnám |
| -------- | --- | ----------- |
|          |     |             |

| Bangkok |

| 1975. március 22. |

| Dél-Korea | 1–0 | Indonézia |
| --------- | --- | --------- |
|           |     |           |

| Bangkok |

| 1975. március 23. |

| Malajzia | 3–0 | Dél-Vietnám |
| -------- | --- | ----------- |
|          |     |             |

| Bangkok |

| 1975. március 24. |

| Thaiföld | 1–0 | Dél-Korea |
| -------- | --- | --------- |
|          |     |           |

| Bangkok |

### 4. csoport
Csoportelosztó mérkőzések
| 1975. június 14. |

| Hongkong | 0–0 11-esekkel: | Japán |
| -------- | --------------- | ----- |
|          | (4–3)           |       |

| Government Stadion, Hongkong Nézőszám: 26 000 Játékvezető: Watana (thaiföldi) |

| 1975. június 15. |

| Kína | 1–0 | Észak-Korea |
| ---- | --- | ----------- |
|      |     |             |

| Government Stadion, Hongkong |

| 1975. június 15. |

| Szingapúr | 6–0 | Brunei |
| --------- | --- | ------ |
|           |     |        |

| Government Stadion, Hongkong |

#### 4A csoport
| Csapat   | J | Gy | D | V | Rg | Kg | Gk  | P |
| -------- | - | -- | - | - | -- | -- | --- | - |
| Kína     | 2 | 2  | 0 | 0 | 11 | 1  | +10 | 4 |
| Hongkong | 2 | 1  | 0 | 1 | 3  | 1  | +2  | 2 |
| Brunei   | 2 | 0  | 0 | 2 | 1  | 13 | –12 | 0 |

| 1975. június 17. |

| Hongkong | 3–0 | Brunei |
| -------- | --- | ------ |
|          |     |        |

| Government Stadion, Hongkong |

| 1975. június 19. |

| Kína | 10–1 | Brunei |
| ---- | ---- | ------ |
|      |      |        |

| Government Stadion, Hongkong |

| 1975. június 21. |

| Hongkong | 0–1 | Kína |
| -------- | --- | ---- |
|          |     |      |

| Government Stadion, Hongkong |

### 4B csoport
| Csapat      | J | Gy | D | V | Rg | Kg | Gk | P |
| ----------- | - | -- | - | - | -- | -- | -- | - |
| Észak-Korea | 2 | 2  | 0 | 0 | 2  | 0  | +2 | 4 |
| Japán       | 2 | 1  | 0 | 1 | 2  | 2  | 0  | 2 |
| Szingapúr   | 2 | 0  | 0 | 2 | 1  | 3  | –2 | 0 |

| 1975. június 17. |

| Észak-Korea               | 1–0 | Japán |
| ------------------------- | --- | ----- |
| Se-Wook An 65' (11-esből) |     |       |

| Government Stadion, Hongkong Nézőszám: 30 000 |

| 1975. június 19. |

| Észak-Korea | 1–0 | Szingapúr |
| ----------- | --- | --------- |
|             |     |           |

| Government Stadion, Hongkong |

| 1975. június 21. |

| Japán                | 2–1 | Szingapúr |
| -------------------- | --- | --------- |
| Ocsiai 40' Nagai 81' |     |           |

| Government Stadion, Hongkong Nézőszám: 20 000 Játékvezető: Tam Sun Luk (hongkongi) |

#### Elődöntő
| 1975. június 23. |

| Kína         | 2–1 | Japán    |
| ------------ | --- | -------- |
| Li 6' Ke 20' |     | Arai 43' |

| Government Stadion, Hongkong Nézőszám: 20 000 |

| 1975. június 24. |

| Észak-Korea | 3–3 11-esekkel: | Hongkong |
| ----------- | --------------- | -------- |
|             | (11–10)         |          |

| Government Stadion, Hongkong |

#### 3. helyért
| 1975. június 26. |

| Hongkong | 0–1   | Japán       |
| -------- | ----- | ----------- |
|          | (0–1) | Vatanabe 6' |

| Government Stadion, Hongkong Nézőszám: 30 000 Játékvezető: Hashita (indonéz) |

#### Döntő
| 1975. június 26. |

| Észak-Korea | 2–0 | Kína |
| ----------- | --- | ---- |
|             |     |      |

| Government Stadion, Hongkong |

- Észak-Korea és Kína kvalifikálta magát a tornára.

## Zárókör

### Csoportkör

#### A csoport
| Csapat   | J | Gy | D | V | Rg | Kg | Gk | P |
| -------- | - | -- | - | - | -- | -- | -- | - |
| Kuvait   | 2 | 2  | 0 | 0 | 3  | 0  | +3 | 4 |
| Kína     | 2 | 0  | 1 | 1 | 1  | 2  | +1 | 1 |
| Malajzia | 2 | 0  | 1 | 1 | 1  | 3  | –2 | 1 |

| 1976. június 3. |

| Kuvait               | 2–0   | Malajzia |
| -------------------- | ----- | -------- |
| Anberi 10' Dahíl 42' | (2–0) |          |

| Bág Somál Stadion, Tebriz |

| 1976. június 5. |

| Kína            | 1–1   | Malajzia   |
| --------------- | ----- | ---------- |
| Wang Jilian 58' | (0–0) | Dahari 50' |

| Bág Somál Stadion, Tabriz |

| 1976. június 7. |

| Kuvait   | 1–0   | Kína |
| -------- | ----- | ---- |
| Kamíl 1' | (1–0) |      |

| Bág Somál Stadion, Tabriz |

#### B csoport
| Csapat    | J | Gy | D | V | Rg | Kg | Gk  | P |
| --------- | - | -- | - | - | -- | -- | --- | - |
| Irán      | 2 | 2  | 0 | 0 | 10 | 0  | +10 | 4 |
| Irak      | 2 | 1  | 0 | 1 | 1  | 2  | –1  | 2 |
| Dél-Jemen | 2 | 0  | 0 | 2 | 0  | 9  | –9  | 0 |

| 1976. június 3. |

| Irán                 | 2–0   | Irak |
| -------------------- | ----- | ---- |
| Nurái 45' Rausan 58' | (1–0) |      |

| Ázádi Stadion, Teherán Nézőszám: 50 000 Játékvezető: Marijan Raus (jugoszláv) |

| 1975. június 5. |

| Irak           | 1–0   | Dél-Jemen |
| -------------- | ----- | --------- |
| Kázim Vaal 84' | (0–0) |           |

| Azadi Stadion, Teherán |

| 1975. június 7. |

| Irán                                                        | 8–0   | Dél-Jemen |
| ----------------------------------------------------------- | ----- | --------- |
| Azizi 17' 73' Nurái 40' 42' Horsidi 45' Mazlumi 63' 74' 80' | (4–0) |           |

| Ázádi Stadion, Teherán Nézőszám: 10 000 Játékvezető: Akram Ul Haq (indiai) |

### Egyenes kieséses szakasz
|  |                      |           |           |                      |   |        |        |       |
|  | Elődöntők            | Elődöntők | Elődöntők |                      |   | Döntő  | Döntő  | Döntő |
|  | Elődöntők            | Elődöntők | Elődöntők |                      |   | Döntő  | Döntő  | Döntő |
|  | június 11. – Teherán |           |           |                      |   |        |        |       |
|  |                      |           |           |                      |   |        |        |       |
|  | Kuvait               | Kuvait    | 3         |                      |   |        |        |       |
|  | Kuvait               | Kuvait    | 3         | június 13. – Teherán |   |        |        |       |
|  | Irak                 | Irak      | 2         |                      |   |        |        |       |
|  | Irak                 | Irak      | 2         |                      |   | Kuvait | Kuvait | 0     |
|  | június 11. – Teherán |           |           |                      |   | Kuvait | Kuvait | 0     |
|  |                      |           | Irán      | Irán                 | 1 |        |        |       |
|  | Irán                 | Irán      | Irán      | Irán                 | 1 | 2      |        |       |
|  | Irán                 | Irán      |           |                      |   |        |        |       |
|  | Kína                 | Kína      | 0         |                      |   |        |        |       |
|  | Kína                 | Kína      | 0         | Bronzmérkőzés        |   |        |        |       |
|  |                      |           |           |                      |   |        |        |       |
|  | június 13. – Teherán |           |           |                      |   |        |        |       |
|  |                      |           |           |                      |   |        |        |       |
|  | Irak                 | Irak      | 0         |                      |   |        |        |       |
|  | Irak                 | Irak      | 0         |                      |   |        |        |       |
|  | Kína                 | Kína      | 1         |                      |   |        |        |       |
|  | Kína                 | Kína      | 1         |                      |   |        |        |       |

#### Elődöntő
| 1976. június 11. |

| Kuvait                     | 3–2 (h. u.)     | Irak                                        |
| -------------------------- | --------------- | ------------------------------------------- |
| Ibráhím 11' Kamíl 77' 100' | (1–0, 2–2, 3–2) | Szabáh Abd al-Dzsalíl 46' Falláh Haszan 85' |

| Ázádi Stadion, Teherán Nézőszám: 20 000 |

| 1976. június 11. |

| Irán                     | 2–0 (h. u.)     | Kína |
| ------------------------ | --------------- | ---- |
| Horhidi 100' Rausan 119' | (0–0, 0–0, 1–0) |      |

| Ázádi Stadion, Teherán Nézőszám: 60 000 Játékvezető: Asami (japán) |

#### Bronzmérkőzés
| 1976. június 13. |

| Irak | 0–1   | Kína       |
| ---- | ----- | ---------- |
|      | (0–0) | He Jia 61' |

| Ázádi Stadion, Teherán |

#### Döntő
| 1976. június 13. |

| Irán       | 1–0   | Kuvait |
| ---------- | ----- | ------ |
| Parvin 71' | (0–0) |        |

| Ázádi Stadion, Teherán Nézőszám: 50 000 Játékvezető: Jean Dubach (svájci) |

## Győztes
| Az 1976-os Ázsia-kupa győztese |
| ------------------------------ |
| IRÁN 3. cím                    |